# بيان أحمد التل
بيان التل (مواليد الأردن، 1962 م)، مستشارة إعلام وتربية إعلامية ومعلوماتية واتصال، وأول أردنية تستلم منصب مديرة عامة لمؤسسة الاذاعة والتلفزيون الأردنية، كما عملت كمذيعة أخبار باللغة الإنجليزية في التلفزيون الأردني.

## النشأة والتعليم
ولدت بيان التل في الطفيلة، وهي ابنة الأكاديمي والتربوي أحمد يوسف التل، وأختها لينا التل وأخوتها هم حازم وماهر ومهند. التحقت بيان في مدراس الأردن، وعندما عين والدها كملحق ثقافي في سفارة المملكة الأردنية في باكستان التحقت في مدارس باكستان. حصلت على درجة البكالوريس بتخصص اللغة الإنجليزية وأدابها مع فرعي لغة فرنسية من الجامعة الأردنية.

## مشوارها المهني
بدأت بيان عملها كمذيعة أخبار أردنية باللغة الإنجليزية في التلفزيون الأردني منذ أن كانت في عمر 17 عام، منذ العام 1979 حتى 1999. وشغلت عدة مناصب في التلفزيون الأردني منها مساعدة المدير العام لشؤون التطوير ومديرة دائرة التطوير والتدريب ورئيسة قسم الأخبار باللغة الإنجليزية ومذيعة رئيسية ورئيسة تحرير ومذيعة لنشرة الأخبار باللغة الإنجليزية. عملت أيضاً كمدير الاتصال الحكومي في رئاسة الوزراء، ومديرة للإعلام والاتصال الدولي لجلالة الملك عبدالله الثاني في الديوان الملكي الهاشمي لقرابة خمس أعوام. عادت بعدها بيان إلى مؤسسة الاذاعة والتلفزيون الأردنية كأول أردنية تستلم منصب مدير عام المؤسسة. عملت بعدها كمستشار أول في معهد الإعلام الأردني وقادت منذ العام 2016 تطوير مشروع التربية الإعلامية والمعلوماتية في المدارس والجامعات في الأردن ، وكتبت عدة مقالات عن أهمية التربية الإعلامية والمعلوماتية وشاركت في عدة جلسات حوارية تلفزيونية. كما وأنها عضو لجنة تطوير المناهج التي كلفت بإدخال التربية الإعلامية ضمن المناهج المدرسية من الروضة حتى الصف الثاني عشر  وساعدت في كتابة مسودة الاستراتيجية الوطنية للتربية الإعلامية في الأردن.
تشغل بيان حالياً عضو مجلس أمناء مؤسسة ولي العهد، وعضو المجلس الاستشاري للإشراف على موقع تطوير المغطس كما وشغلت سابقاً عضو مجلس إدارة مؤسسة الاذاعة والتلفزيون الأردنية.
كما وشاركت في توجيه وإرشاد الصحافيين والإعلاميين العرب المشاركين في برنامج زمالة شبكة الصحافة الاخلاقية، وشاركت في تحكيم عدة مسابقات إعلامية منها: جائزة تقارير حقوق الإنسان مع منظمة صحفيون من أجل حقوق الإنسان وجائزة مؤسسة الحسين للسرطان للإعلاميين وجائزة التحقيق الاستقصائي.

## حياتها الشخصية
بيان التل متزوجة لها ابنة وابنان.